# Suburban Secrets
Pour plus de détails, voir Fiche technique et Distribution.
Suburban Secrets est un film américain réalisé par Joseph W. Sarno et sorti en 2004.
À l'origine, le film devait s'appeler Lust for Laura.

## Synopsis
Laura, un mannequin de nu, retourne dans sa ville natale après avoir appris par sa sœur Winnifred que son ex-petit ami a commencé une relation avec sa tante Cynthia.

## Fiche technique
- Titre : Suburban Secrets
- Réalisateur : Joseph W. Sarno
- Scénario : Joseph W. Sarno
- Photographie : M.A. Morales
- Montage : Brian McNulty
- Musique : Pink Delicates
- Producteur : Michael Raso (producteur exécutif)
- Société de production : Seduction Cinema
- Pays d'origine :  États-Unis
- Langue : Anglais
- Format : Couleur — 35 mm — 1,85:1 — Son :
- Genre : Comédie dramatique, Film érotique
- Durée : 153 minutes pour la version director's cut
- Durée : 83 minutes pour la version TV
- Date de sortie : 
  - États-Unis : 2004

## Distribution
- Isadora Edison : Laura Spencer
- Andrea Davis : Jennine
- Chelsea Mundae : Winnifred
- A. J. Khan : Louise
- Tina Tyler : Cynthia
- Kay Kirtland : Judith Nyland
- John Samuel Jordan : Nelson Nyland
- Brian Johnson : Johnson
- John Paul Fedele : O'Mera
- Justin Wingenfeld : Clem
- Bennigan Feeney
- Tom Cikoski